# ۲۳ ترازو
۲۳ ترازو، یک ستاره است که در صورت فلکی ترازو قرار دارد.